# Squalus nasutus
Squalus nasutus é uma espécie de tubarão da família Squalidae. A espécie foi proposta em 1994 como Squalus "sp. nov. E", sendo descrita formalmente apenas em 2007.
É endémica da Austrália, onde pode ser encontrada na Austrália Ocidental ao norte de Rottnest Canyon (ca 32°S, 115°E) até Rowley Shoals (ca 17°S, 120°E). Os seus habitats naturais são: mar aberto.